# Équipe d'Allemagne de football au Championnat d'Europe 2020
Cet article relate le parcours de l’équipe d'Allemagne de football lors du Championnat d'Europe 2020 organisé dans 11 grandes villes d'Europe du 11 juin au 11 juillet 2021.

## Maillots
Le 12 novembre 2019, Adidas dévoile le maillot domicile de l'Allemagne pour l'Euro 2020. Ce dernier est ainsi de couleur blanche, et liseré de bandes horizontales noires avec un effet coup de pinceau. De plus, sur le bas des manches se succèdent du noir, du rouge et du jaune, les trois couleurs du drapeau allemand.
Le 23 mars 2021, le maillot extérieur est à son tour dévoilé. Il est de couleur noire où est distingué à peine le logo Adidas, les trois bandes et le blason de la Mannschaft en gris anthracite, la seule touche de couleur se trouve sur le bout des manches où le drapeau allemand noir, rouge, or est reproduit de la même manière que sur le maillot domicile.

## Qualifications
| Rang | Équipe              | Pts | J | G | N | P | Bp | Bc | Diff |  | Résultats (▼ dom., ► ext.) |     |     |     |     |     |
| ---- | ------------------- | --- | - | - | - | - | -- | -- | ---- |  | -------------------------- | --- | --- | --- | --- | --- |
| 1    | Allemagne           | 21  | 8 | 7 | 0 | 1 | 30 | 7  | +23  |  | Allemagne                  |     | 2-4 | 6-1 | 4-0 | 8-0 |
| 2    | Pays-Bas            | 19  | 8 | 6 | 1 | 1 | 24 | 7  | +17  |  | Pays-Bas                   | 2-3 |     | 3-1 | 4-0 | 5-0 |
| 3    | Irlande du Nord (B) | 13  | 8 | 4 | 1 | 3 | 9  | 13 | -4   |  | Irlande du Nord (B)        | 0-2 | 0-0 |     | 2-1 | 2-0 |
| 4    | Biélorussie (B)     | 4   | 8 | 1 | 1 | 6 | 4  | 16 | -12  |  | Biélorussie (B)            | 0-2 | 1-2 | 0-1 |     | 0-0 |
| 5    | Estonie             | 1   | 8 | 0 | 1 | 7 | 2  | 26 | -24  |  | Estonie                    | 0-3 | 0-4 | 1-2 | 1-2 |     |

- Sélection directement qualifiée pour l'Euro 2020

## Matchs de préparation

### Détail des matchs de préparation
| Match amical          | Allemagne             | 1 - 1   | Danemark               |                                                                                           |                                                                                           |
| 2 juin 2021 21h00 HEC | 48e Neuhaus ( Kimich) | (0 - 0) | 71e Poulsen ( Eriksen) | Tivoli Stadion Tirol, Innsbruck Spectateurs : 0 (Huis clos) Arbitrage : Julian Weinberger | Tivoli Stadion Tirol, Innsbruck Spectateurs : 0 (Huis clos) Arbitrage : Julian Weinberger |
| 2 juin 2021 21h00 HEC | Rapport               |         |                        | Tivoli Stadion Tirol, Innsbruck Spectateurs : 0 (Huis clos) Arbitrage : Julian Weinberger | Tivoli Stadion Tirol, Innsbruck Spectateurs : 0 (Huis clos) Arbitrage : Julian Weinberger |

| Match amical          | Allemagne | 7 - 1   | Lettonie                 |                                                                                 |                                                                                 |
| 7 juin 2021 20h45 HEC | 20e Gosens ( Havertz) · 21e Gündoğan · 27e Müller ( Gosens) · 39e (csc) Ozols · 45e Gnabry ( Hummels · 50e Werner ( Kimich · 76e Sané ( Müller | (5 - 0) | 75e Saveljevs ( Krollis) | Merkur Spiel-Arena, Düsseldorf Spectateurs : 1 000 Arbitrage : Nikola Dabanovic | Merkur Spiel-Arena, Düsseldorf Spectateurs : 1 000 Arbitrage : Nikola Dabanovic |
| 7 juin 2021 20h45 HEC | Rapport |         |                          | Merkur Spiel-Arena, Düsseldorf Spectateurs : 1 000 Arbitrage : Nikola Dabanovic | Merkur Spiel-Arena, Düsseldorf Spectateurs : 1 000 Arbitrage : Nikola Dabanovic |

## Phase finale

### Effectif
NB : Les âges et les sélections sont calculés au début de l'Euro 2020, le 11 juin 2021.

### Premier tour
| v · m | Équipe    | Pts | J | G | N | P | Bp | Bc | Diff |
| ----- | --------- | --- | - | - | - | - | -- | -- | ---- |
| 1     | France    | 5   | 3 | 1 | 2 | 0 | 4  | 3  | +1   |
| 2     | Allemagne | 4   | 3 | 1 | 1 | 1 | 6  | 5  | +1   |
| 3     | Portugal  | 4   | 3 | 1 | 1 | 1 | 7  | 6  | +1   |
| 4     | Hongrie   | 2   | 3 | 0 | 2 | 1 | 3  | 6  | -3   |

#### France - Allemagne
| Match 12           | France            | 1 - 0   | Allemagne | Allianz Arena, Munich                                                                          |                                                                                                |
| 15 juin 2021 21h00 | Hummels 19e (csc) | (1 - 0) |           | Spectateurs : 13 000 Arbitrage : Carlos del Cerro Grande Arbitre vidéo : Juan Martínez Munuera | Spectateurs : 13 000 Arbitrage : Carlos del Cerro Grande Arbitre vidéo : Juan Martínez Munuera |
| 15 juin 2021 21h00 | Rapport           |         |           | Spectateurs : 13 000 Arbitrage : Carlos del Cerro Grande Arbitre vidéo : Juan Martínez Munuera | Spectateurs : 13 000 Arbitrage : Carlos del Cerro Grande Arbitre vidéo : Juan Martínez Munuera |

| France | Allemagne |

| FRANCE :         |    |                   |       |
|                  |    |                   |       |
| Gardien de but   | 1  | Hugo Lloris       |       |
|                  | 21 | Lucas Hernandez   |       |
|                  | 3  | Presnel Kimpembe  |       |
|                  | 4  | Raphaël Varane    |       |
|                  | 2  | Benjamin Pavard   |       |
|                  | 13 | N'Golo Kanté      |       |
|                  | 6  | Paul Pogba        |       |
|                  | 14 | Adrien Rabiot     | 90+4e |
|                  | 7  | Antoine Griezmann |       |
|                  | 10 | Kylian Mbappé     |       |
|                  | 19 | Karim Benzema     | 89e   |
| Remplaçants :    |    |                   |       |
|                  | 12 | Corentin Tolisso  | 89e   |
|                  | 11 | Ousmane Dembélé   | 90+4e |
| Sélectionneur :  |    |                   |       |
| Didier Deschamps |    |                   |       |

| ALLEMAGNE :     |    |                 |    |     |
|                 |    |                 |    |     |
| Gardien de but  | 1  | Manuel Neuer    |    |     |
|                 | 2  | Antonio Rüdiger |    |     |
|                 | 5  | Mats Hummels    |    |     |
|                 | 4  | Matthias Ginter |    | 88e |
|                 | 20 | Robin Gosens    |    | 88e |
|                 | 8  | Toni Kroos      |    |     |
|                 | 21 | İlkay Gündoğan  |    |     |
|                 | 6  | Joshua Kimmich  | 7e |     |
|                 | 25 | Thomas Müller   |    |     |
|                 | 7  | Kai Havertz     |    | 74e |
|                 | 10 | Serge Gnabry    |    | 74e |
| Remplaçants :   |    |                 |    |     |
|                 | 11 | Timo Werner     |    | 74e |
|                 | 19 | Leroy Sané      |    | 74e |
|                 | 9  | Kevin Volland   |    | 88e |
|                 | 23 | Emre Can        |    | 88e |
| Sélectionneur : |    |                 |    |     |
| Joachim Löw     |    |                 |    |     |

| Assistants : Juan Carlos Yuste Jiménez Roberto Alonso Fernández Quatrième arbitre : Srđan Jovanović Homme du match : Paul Pogba |

#### Portugal - Allemagne
| Match 23           | Portugal                                  | 2 - 4   | Allemagne                                                                            | Allianz Arena, Munich                                                          |                                                                                |
| 19 juin 2021 18h00 | ( Jota) Ronaldo 15e · ( Ronaldo) Jota 67e | (1 - 2) | 35e (csc) Dias · 39e (csc) Guerreiro · 51e Havertz (Gosens ) · 60e Gosens (Kimmich ) | Spectateurs : 12 926 Arbitrage : Anthony Taylor Arbitre vidéo : Stuart Attwell | Spectateurs : 12 926 Arbitrage : Anthony Taylor Arbitre vidéo : Stuart Attwell |
| 19 juin 2021 18h00 | Rapport                                   |         |                                                                                      | Spectateurs : 12 926 Arbitrage : Anthony Taylor Arbitre vidéo : Stuart Attwell | Spectateurs : 12 926 Arbitrage : Anthony Taylor Arbitre vidéo : Stuart Attwell |

| Portugal | Allemagne |

| PORTUGAL :      |    |                   |     |
|                 |    |                   |     |
| Gardien de but  | 1  | Rui Patrício      |     |
|                 | 5  | Raphaël Guerreiro |     |
|                 | 3  | Pepe              |     |
|                 | 4  | Rúben Dias        |     |
|                 | 2  | Nélson Semedo     |     |
|                 | 13 | Danilo Pereira    |     |
|                 | 14 | William Carvalho  | 58e |
|                 | 21 | Diogo Jota        | 83e |
|                 | 11 | Bruno Fernandes   | 64e |
|                 | 10 | Bernardo Silva    | 46e |
|                 | 7  | Cristiano Ronaldo |     |
| Remplaçants :   |    |                   |     |
|                 | 16 | Renato Sanches    | 46e |
|                 | 15 | Rafa Silva        | 58e |
|                 | 8  | João Moutinho     | 64e |
|                 | 9  | André Silva       | 83e |
| Sélectionneur : |    |                   |     |
| Fernando Santos |    |                   |     |

| ALLEMAGNE :     |    |                    |     |     |
|                 |    |                    |     |     |
| Gardien de but  | 1  | Manuel Neuer       |     |     |
|                 | 2  | Antonio Rüdiger    |     |     |
|                 | 5  | Mats Hummels       |     | 62e |
|                 | 4  | Matthias Ginter    | 77e |     |
|                 | 20 | Robin Gosens       |     | 62e |
|                 | 8  | Toni Kroos         |     |     |
|                 | 21 | İlkay Gündoğan     |     | 73e |
|                 | 6  | Joshua Kimmich     |     |     |
|                 | 25 | Thomas Müller      |     |     |
|                 | 7  | Kai Havertz        | 66e | 73e |
|                 | 10 | Serge Gnabry       |     | 87e |
| Remplaçants :   |    |                    |     |     |
|                 | 3  | Marcel Halstenberg |     | 62e |
|                 | 23 | Emre Can           |     | 62e |
|                 | 18 | Leon Goretzka      |     | 73e |
|                 | 15 | Niklas Süle        |     | 73e |
|                 | 19 | Leroy Sané         |     | 87e |
| Sélectionneur : |    |                    |     |     |
| Joachim Löw     |    |                    |     |     |

| Assistants : Gary Beswick Adam Nunn Quatrième arbitre : Srđan Jovanović (en) Homme du match : Robin Gosens |

#### Allemagne - Hongrie
| Match 36           | Allemagne                             | 2 - 2   | Hongrie                                              | Allianz Arena, Munich                                                               |                                                                                     |
| 23 juin 2021 21h00 | ( Hummels) Havertz 66e · Goretzka 84e | (0 - 1) | 11e Ad. Szalai (Sallai ) · 68e Schäfer (Ad. Szalai ) | Spectateurs : 12 413 Arbitrage : Sergei Karasev Arbitre vidéo : Massimiliano Irrati | Spectateurs : 12 413 Arbitrage : Sergei Karasev Arbitre vidéo : Massimiliano Irrati |
| 23 juin 2021 21h00 | Rapport                               |         |                                                      | Spectateurs : 12 413 Arbitrage : Sergei Karasev Arbitre vidéo : Massimiliano Irrati | Spectateurs : 12 413 Arbitrage : Sergei Karasev Arbitre vidéo : Massimiliano Irrati |

| Allemagne | Hongrie |

| ALLEMAGNE :     |    |                 |     |     |
|                 |    |                 |     |     |
| Gardien de but  | 1  | Manuel Neuer    |     |     |
|                 | 2  | Antonio Rüdiger |     |     |
|                 | 5  | Mats Hummels    |     |     |
|                 | 4  | Matthias Ginter |     | 82e |
|                 | 20 | Robin Gosens    |     | 82e |
|                 | 8  | Toni Kroos      |     |     |
|                 | 21 | İlkay Gündoğan  | 29e | 58e |
|                 | 6  | Joshua Kimmich  |     |     |
|                 | 19 | Leroy Sané      | 61e |     |
|                 | 7  | Kai Havertz     |     | 67e |
|                 | 10 | Serge Gnabry    |     | 67e |
| Remplaçants :   |    |                 |     |     |
|                 | 18 | Leon Goretzka   |     | 58e |
|                 | 11 | Timo Werner     |     | 67e |
|                 | 25 | Thomas Müller   |     | 68e |
|                 | 14 | Jamal Musiala   |     | 82e |
|                 | 9  | Kevin Volland   |     | 82e |
| Sélectionneur : |    |                 |     |     |
| Joachim Löw     |    |                 |     |     |

| HONGRIE :       |    |                     |     |     |
|                 |    |                     |     |     |
| Gardien de but  | 1  | Péter Gulácsi       |     |     |
|                 | 5  | Attila Fiola        | 66e | 88e |
|                 | 4  | Attila Szalai       |     |     |
|                 | 6  | Willi Orban         |     |     |
|                 | 21 | Endre Botka         | 28e |     |
|                 | 7  | Loïc Nego           |     |     |
|                 | 13 | András Schäfer      |     |     |
|                 | 8  | Ádám Nagy           |     |     |
|                 | 15 | László Kleinheisler |     | 88e |
|                 | 20 | Roland Sallai       |     | 75e |
|                 | 9  | Ádám Szalai         | 64e | 82e |
| Remplaçants :   |    |                     |     |     |
|                 | 24 | Szabolcs Schön      |     | 75e |
|                 | 19 | Kevin Varga         |     | 82e |
|                 | 23 | Nemanja Nikolić     |     | 88e |
|                 | 14 | Gergő Lovrencsics   |     | 88e |
| Sélectionneur : |    |                     |     |     |
| Marco Rossi     |    |                     |     |     |

| Assistants : Igor Demeshko Maksim Gavrilin Quatrième arbitre : Danny Makkelie Homme du match : Joshua Kimmich |

### Huitième de finale

#### Angleterre - Allemagne
| Match 43           | Angleterre                                  | 2 - 0   | Allemagne | Stade de Wembley, Londres                                                           |                                                                                     |
| 29 juin 2021 18h00 | ( Shaw) Sterling 75e · ( Grealish) Kane 86e | (0 - 0) |           | Spectateurs : 41 973 Arbitrage : Danny Makkelie Arbitre vidéo : Pol van Boekel (en) | Spectateurs : 41 973 Arbitrage : Danny Makkelie Arbitre vidéo : Pol van Boekel (en) |
| 29 juin 2021 18h00 | Rapport                                     |         |           | Spectateurs : 41 973 Arbitrage : Danny Makkelie Arbitre vidéo : Pol van Boekel (en) | Spectateurs : 41 973 Arbitrage : Danny Makkelie Arbitre vidéo : Pol van Boekel (en) |

| Angleterre | Allemagne |

| ANGLETERRE :     |    |                  |     |     |
|                  |    |                  |     |     |
| Gardien de but   | 1  | Jordan Pickford  |     |     |
|                  | 5  | John Stones      |     |     |
|                  | 6  | Harry Maguire    | 77e |     |
|                  | 2  | Kyle Walker      |     |     |
|                  | 3  | Luke Shaw        |     |     |
|                  | 4  | Declan Rice      | 8e  | 87e |
|                  | 14 | Kalvin Phillips  | 45e |     |
|                  | 12 | Kieran Trippier  |     |     |
|                  | 10 | Raheem Sterling  |     |     |
|                  | 9  | Harry Kane       |     |     |
|                  | 25 | Bukayo Saka      |     | 69e |
| Remplaçants :    |    |                  |     |     |
|                  | 7  | Jack Grealish    |     | 69e |
|                  | 8  | Jordan Henderson |     | 87e |
| Sélectionneur :  |    |                  |     |     |
| Gareth Southgate |    |                  |     |     |

| ALLEMAGNE :     |    |                 |     |       |
|                 |    |                 |     |       |
| Gardien de but  | 1  | Manuel Neuer    |     |       |
|                 | 2  | Antonio Rüdiger |     |       |
|                 | 5  | Mats Hummels    |     |       |
|                 | 4  | Matthias Ginter | 25e | 87e   |
|                 | 20 | Robin Gosens    | 72e | 87e   |
|                 | 8  | Toni Kroos      |     |       |
|                 | 18 | Leon Goretzka   |     |       |
|                 | 6  | Joshua Kimmich  |     |       |
|                 | 25 | Thomas Müller   |     | 90+2e |
|                 | 7  | Kai Havertz     |     |       |
|                 | 11 | Timo Werner     |     | 69e   |
| Remplaçants :   |    |                 |     |       |
|                 | 10 | Serge Gnabry    |     | 69e   |
|                 | 23 | Emre Can        |     | 87e   |
|                 | 19 | Leroy Sané      |     | 87e   |
|                 | 14 | Jamal Musiala   |     | 90+2e |
| Sélectionneur : |    |                 |     |       |
| Joachim Löw     |    |                 |     |       |

| Assistants : Hessel Steegstra Jan de Vries Quatrième arbitre : Srđan Jovanović Homme du match : Harry Maguire |

## Statistiques

### Temps de jeu
| Joueur             |          |          |          |          | TT       | But inscrit | Passe décisive | MJ       | MT       | Légende |
| ------------------ | -------- | -------- | -------- | -------- | -------- | ----------- | -------------- | -------- | -------- | --- |
| Gardiens           | Gardiens | Gardiens | Gardiens | Gardiens | Gardiens | Gardiens    | Gardiens       | Gardiens | Gardiens | Abréviations et symboles : TT : Total de minutes jouées MJ : Nombre de matchs joués MT : Matchs joués en tant que titulaire : but : passe décisive : joueur entré : joueur remplacé : capitaine : carton jaune : carton rouge |
| Manuel Neuer       | 90       | 90       | 90       | 90       | 360      |             |                | 4        | 4        | Abréviations et symboles : TT : Total de minutes jouées MJ : Nombre de matchs joués MT : Matchs joués en tant que titulaire : but : passe décisive : joueur entré : joueur remplacé : capitaine : carton jaune : carton rouge |
| Bernd Leno         |          |          |          |          | 0        |             |                | 0        | 0        | Abréviations et symboles : TT : Total de minutes jouées MJ : Nombre de matchs joués MT : Matchs joués en tant que titulaire : but : passe décisive : joueur entré : joueur remplacé : capitaine : carton jaune : carton rouge |
| Kevin Trapp        |          |          |          |          | 0        |             |                | 0        | 0        | Abréviations et symboles : TT : Total de minutes jouées MJ : Nombre de matchs joués MT : Matchs joués en tant que titulaire : but : passe décisive : joueur entré : joueur remplacé : capitaine : carton jaune : carton rouge |
| Défenseurs         |          |          |          |          |          |             |                |          |          | Abréviations et symboles : TT : Total de minutes jouées MJ : Nombre de matchs joués MT : Matchs joués en tant que titulaire : but : passe décisive : joueur entré : joueur remplacé : capitaine : carton jaune : carton rouge |
| Robin Gosens       | 88       | 62       | 82       | 87       | 319      | 1           | 2              | 4        | 4        | Abréviations et symboles : TT : Total de minutes jouées MJ : Nombre de matchs joués MT : Matchs joués en tant que titulaire : but : passe décisive : joueur entré : joueur remplacé : capitaine : carton jaune : carton rouge |
| Matthias Ginter    | 87       | 90       | 82       | 87       | 346      |             |                | 4        | 4        | Abréviations et symboles : TT : Total de minutes jouées MJ : Nombre de matchs joués MT : Matchs joués en tant que titulaire : but : passe décisive : joueur entré : joueur remplacé : capitaine : carton jaune : carton rouge |
| Lukas Klostermann  |          |          |          |          | 0        |             |                | 0        | 0        | Abréviations et symboles : TT : Total de minutes jouées MJ : Nombre de matchs joués MT : Matchs joués en tant que titulaire : but : passe décisive : joueur entré : joueur remplacé : capitaine : carton jaune : carton rouge |
| Niklas Süle        |          | 17       |          |          | 17       |             |                | 1        | 0        | Abréviations et symboles : TT : Total de minutes jouées MJ : Nombre de matchs joués MT : Matchs joués en tant que titulaire : but : passe décisive : joueur entré : joueur remplacé : capitaine : carton jaune : carton rouge |
| Mats Hummels       | 90       | 62       | 90       | 90       | 332      |             | 1              | 4        | 4        | Abréviations et symboles : TT : Total de minutes jouées MJ : Nombre de matchs joués MT : Matchs joués en tant que titulaire : but : passe décisive : joueur entré : joueur remplacé : capitaine : carton jaune : carton rouge |
| Antonio Rüdiger    | 90       | 90       | 90       | 90       | 360      |             |                | 4        | 4        | Abréviations et symboles : TT : Total de minutes jouées MJ : Nombre de matchs joués MT : Matchs joués en tant que titulaire : but : passe décisive : joueur entré : joueur remplacé : capitaine : carton jaune : carton rouge |
| Robin Koch         |          |          |          |          | 0        |             |                | 0        | 0        | Abréviations et symboles : TT : Total de minutes jouées MJ : Nombre de matchs joués MT : Matchs joués en tant que titulaire : but : passe décisive : joueur entré : joueur remplacé : capitaine : carton jaune : carton rouge |
| Christian Günter   |          |          |          |          | 0        |             |                | 0        | 0        | Abréviations et symboles : TT : Total de minutes jouées MJ : Nombre de matchs joués MT : Matchs joués en tant que titulaire : but : passe décisive : joueur entré : joueur remplacé : capitaine : carton jaune : carton rouge |
| Marcel Halstenberg |          | 28       |          |          | 28       |             |                | 1        | 0        | Abréviations et symboles : TT : Total de minutes jouées MJ : Nombre de matchs joués MT : Matchs joués en tant que titulaire : but : passe décisive : joueur entré : joueur remplacé : capitaine : carton jaune : carton rouge |
| Milieux            |          |          |          |          |          |             |                |          |          | Abréviations et symboles : TT : Total de minutes jouées MJ : Nombre de matchs joués MT : Matchs joués en tant que titulaire : but : passe décisive : joueur entré : joueur remplacé : capitaine : carton jaune : carton rouge |
| Florian Neuhaus    |          |          |          |          | 0        |             |                | 0        | 0        | Abréviations et symboles : TT : Total de minutes jouées MJ : Nombre de matchs joués MT : Matchs joués en tant que titulaire : but : passe décisive : joueur entré : joueur remplacé : capitaine : carton jaune : carton rouge |
| Joshua Kimmich     | 90       | 90       | 90       | 90       | 360      |             | 2              | 4        | 4        | Abréviations et symboles : TT : Total de minutes jouées MJ : Nombre de matchs joués MT : Matchs joués en tant que titulaire : but : passe décisive : joueur entré : joueur remplacé : capitaine : carton jaune : carton rouge |
| Leon Goretzka      |          | 17       | 32       | 90       | 139      | 1           |                | 3        | 1        | Abréviations et symboles : TT : Total de minutes jouées MJ : Nombre de matchs joués MT : Matchs joués en tant que titulaire : but : passe décisive : joueur entré : joueur remplacé : capitaine : carton jaune : carton rouge |
| Jonas Hofmann      |          |          |          |          | 0        |             |                | 0        | 0        | Abréviations et symboles : TT : Total de minutes jouées MJ : Nombre de matchs joués MT : Matchs joués en tant que titulaire : but : passe décisive : joueur entré : joueur remplacé : capitaine : carton jaune : carton rouge |
| İlkay Gündoğan     | 90       | 73       | 58       |          | 221      |             |                | 3        | 3        | Abréviations et symboles : TT : Total de minutes jouées MJ : Nombre de matchs joués MT : Matchs joués en tant que titulaire : but : passe décisive : joueur entré : joueur remplacé : capitaine : carton jaune : carton rouge |
| Jamal Musiala      |          |          | 8        |          | 8        |             |                | 1        | 0        | Abréviations et symboles : TT : Total de minutes jouées MJ : Nombre de matchs joués MT : Matchs joués en tant que titulaire : but : passe décisive : joueur entré : joueur remplacé : capitaine : carton jaune : carton rouge |
| Toni Kroos         | 90       | 90       | 90       | 90       | 360      |             |                | 4        | 4        | Abréviations et symboles : TT : Total de minutes jouées MJ : Nombre de matchs joués MT : Matchs joués en tant que titulaire : but : passe décisive : joueur entré : joueur remplacé : capitaine : carton jaune : carton rouge |
| Emre Can           | 3        | 28       |          | 3        | 34       |             |                | 3        | 0        | Abréviations et symboles : TT : Total de minutes jouées MJ : Nombre de matchs joués MT : Matchs joués en tant que titulaire : but : passe décisive : joueur entré : joueur remplacé : capitaine : carton jaune : carton rouge |
| Attaquants         |          |          |          |          |          |             |                |          |          | Abréviations et symboles : TT : Total de minutes jouées MJ : Nombre de matchs joués MT : Matchs joués en tant que titulaire : but : passe décisive : joueur entré : joueur remplacé : capitaine : carton jaune : carton rouge |
| Timo Werner        | 16       |          | 24       | 69       | 109      |             |                | 3        | 1        | Abréviations et symboles : TT : Total de minutes jouées MJ : Nombre de matchs joués MT : Matchs joués en tant que titulaire : but : passe décisive : joueur entré : joueur remplacé : capitaine : carton jaune : carton rouge |
| Kai Havertz        | 74       | 73       | 66       | 90       | 303      | 2           |                | 4        | 4        | Abréviations et symboles : TT : Total de minutes jouées MJ : Nombre de matchs joués MT : Matchs joués en tant que titulaire : but : passe décisive : joueur entré : joueur remplacé : capitaine : carton jaune : carton rouge |
| Leroy Sané         | 16       | 2        | 90       | 3        | 111      |             |                | 4        | 1        | Abréviations et symboles : TT : Total de minutes jouées MJ : Nombre de matchs joués MT : Matchs joués en tant que titulaire : but : passe décisive : joueur entré : joueur remplacé : capitaine : carton jaune : carton rouge |
| Serge Gnabry       | 74       | 88       | 68       | 21       | 251      |             |                | 4        | 3        | Abréviations et symboles : TT : Total de minutes jouées MJ : Nombre de matchs joués MT : Matchs joués en tant que titulaire : but : passe décisive : joueur entré : joueur remplacé : capitaine : carton jaune : carton rouge |
| Thomas Müller      | 90       | 90       | 22       | 90+2     | 294      |             |                | 4        | 3        | Abréviations et symboles : TT : Total de minutes jouées MJ : Nombre de matchs joués MT : Matchs joués en tant que titulaire : but : passe décisive : joueur entré : joueur remplacé : capitaine : carton jaune : carton rouge |
| Kevin Volland      | 2        |          | 8        |          | 10       |             |                | 2        | 0        | Abréviations et symboles : TT : Total de minutes jouées MJ : Nombre de matchs joués MT : Matchs joués en tant que titulaire : but : passe décisive : joueur entré : joueur remplacé : capitaine : carton jaune : carton rouge |

| Buts | Joueurs       | Adversaires       |
| ---- | ------------- | ----------------- |
| 2    | Kai Havertz   | Portugal, Hongrie |
| 1    | Robin Gosens  | Portugal          |
| 1    | Leon Goretzka | Hongrie           |

| Passes | Joueurs        | Adversaires |
| ------ | -------------- | ----------- |
| 2      | Robin Gosens   | Portugal    |
| 2      | Joshua Kimmich | Portugal    |
| 1      | Mats Hummels   | Hongrie     |